# رنه بولانژه
رنه بولانژه (فرانسوی: René Boulanger‎; ۲۲ آوریل ۱۸۹۵ – ۱۲ اوت ۱۹۴۵) ژیمناست هنری اهل فرانسه بود.